# 1937 في منغوليا
أحداث عام 1937 في منغوليا.
في عام 1937، بدأت الحكومة المنغولية الشيوعية حملة تطهير واسعة النطاق ضد المعارضين السياسيين، تحت تأثير مباشر من الاتحاد السوفيتي في إطار "التطهير الكبير" الذي كان يجري في الاتحاد السوفيتي نفسه تحت حكم جوزيف ستالين. هذه الحملة استهدفت الأفراد الذين كانوا يُعتقد أنهم يشكلون تهديدًا للسلطة الشيوعية.
- إعدام المعارضين: تم تصفية العديد من الشخصيات السياسية التي كانت تُعتبر "رجعية" أو متعاطفة مع القوى الإمبريالية (مثل الصين أو القوى الغربية). من بين ضحايا هذا التطهير كان العديد من القيادات السياسية القديمة ومن أفراد الحزب الشيوعي الذين تم اتهامهم بالخيانة أو التحالف مع القوى الأجنبية.
- استهداف رجال الدين البوذيين: تم القضاء على معظم الرهبان البوذيين في البلاد، حيث كان البوذيون يمثلون قوة اجتماعية ودينية كبيرة في منغوليا. في هذا السياق، تم إغلاق الأديرة وتدمير المعابد، وأُعدم الآلاف من الرهبان أو تم إرسالهم إلى معسكرات العمل.
- الاضطهاد الفكري: تم استهداف المفكرين والمثقفين، بالإضافة إلى العسكريين والعديد من شخصيات النخبة، بتهم العمالة للعدو أو الخيانة. تم استخدام المحاكمات السياسية والإعدامات لتصفية أي معارضين محتملين.

## أصحاب المناصب العليا
الرئيس: دانسران بيلغين دوغسوم.
رئيس الوزراء: أناندين أمار.

## الوفيات
- أغسطس 22 جيليجدورجين ديميد.
- نوفمبر 22 بيلجيدين جيندين.